# Antiguas creencias egipcias del más allá

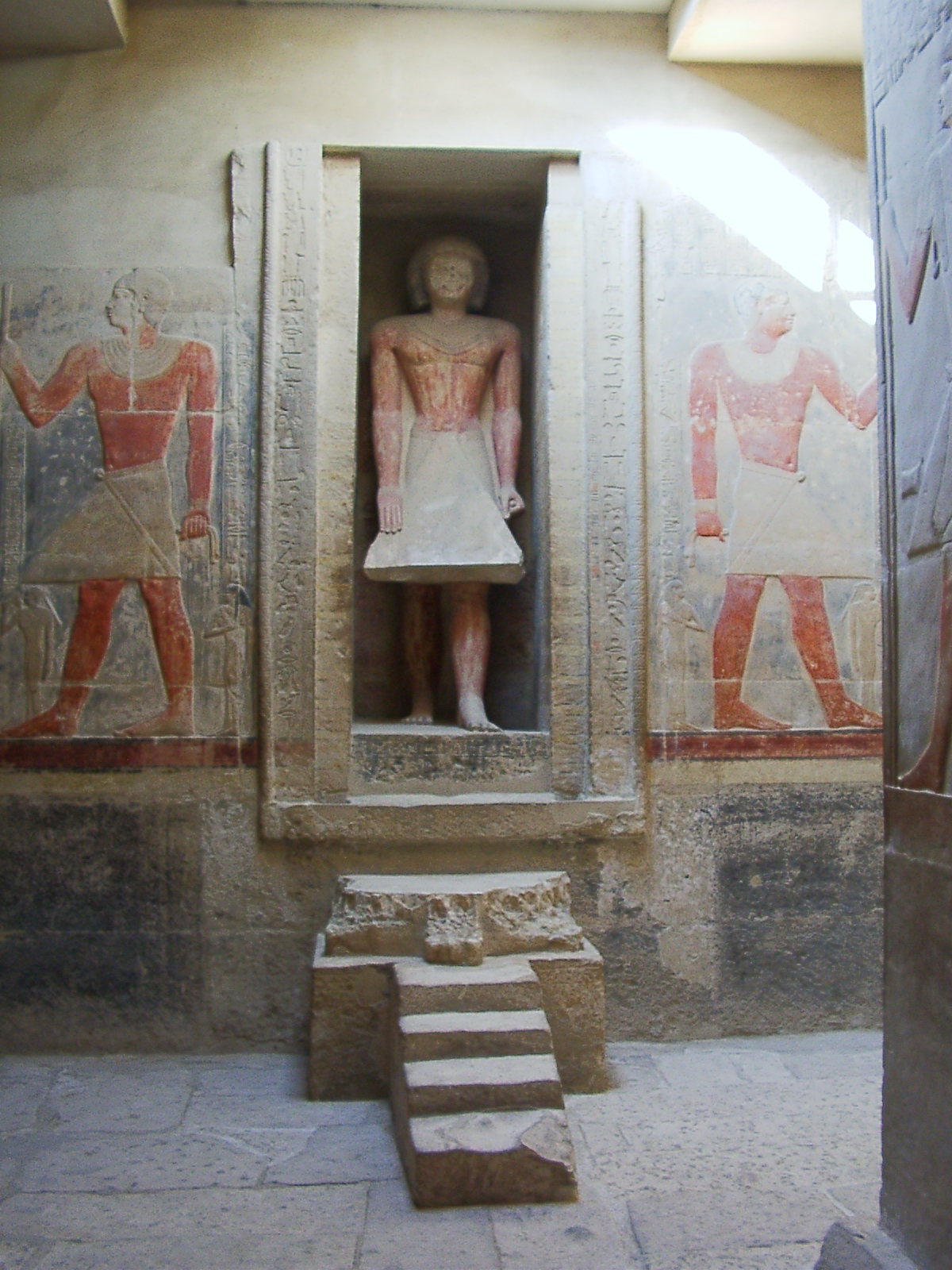
Puerta falsa de la mastaba del chaty Mereruka, siglo XXIV a.C., que representa su Ka regresando a la tumba.

Las antiguas creencias egipcias del más allá se centraron en una variedad de rituales complejos, que estaban influenciados por muchos aspectos de la cultura egipcia. La religión del Antiguo Egipto fue uno de los principales contribuyentes, ya que era una práctica social importante que unía a todos los egipcios. Por ejemplo, muchos de los dioses egipcios jugaron un papel en guiar a las almas de los muertos a través de la vida después de la muerte. Con la evolución de la escritura, los ideales religiosos se extendieron rápidamente a través de la comunidad egipcia. La solidificación y el comienzo de estas doctrinas se formaron en la creación de los textos del más allá que ilustraron y explicaron lo que los muertos necesitarían saber para completar el viaje con seguridad,
Las doctrinas religiosas egipcias incluían tres ideologías para la vida después de la muerte: la creencia en un mundo inferior, la vida eterna y el renacimiento del alma. El inframundo, también conocido como Duat, tenía una sola entrada a la que se podía llegar viajando a través de la tumba del difunto. La imagen inicial con la que se encontraba un alma al entrar en este reino era un pasillo bordeado por una serie de estatuas fascinantes, incluyendo una variación del famoso dios de cabeza de halcón, Horus. El camino hacia el inframundo puede haber variado entre los reyes y la gente común. Después de la entrada, los espíritus eran presentados a otro dios prominente, Anubis, el cual determinaba la virtud del alma del difunto y concedía a aquellos que se consideraban merecedores una vida pacífica después de la muerte. El concepto egipcio de «vida eterna» se consideraba a menudo como renacido indefinidamente. Por lo tanto, las almas que habían vivido su vida con virtud, fueron guiadas a Osiris para nacer de nuevo.
Para lograr el ideal de la vida después de la muerte, se debían realizar muchas prácticas durante la vida. Esto puede haber incluido actuar con justicia y seguir las creencias del credo egipcio. Además, los egipcios enfatizaban los rituales completados después de que la vida de un individuo había terminado. En otras palabras, era responsabilidad de los vivos llevar a cabo las últimas tradiciones requeridas para que los muertos pudieran encontrar rápidamente su destino final. En última instancia, el mantenimiento de una moral religiosa elevada tanto por parte de los vivos como de los muertos, así como el cumplimiento de una variedad de tradiciones garantizaba a los difuntos una transición más suave hacia el inframundo.

## Prácticas funerarias
Hubo muchos desafíos que los muertos tuvieron que enfrentar antes de poder entrar en las etapas finales del más allá. Sin embargo, gracias al apoyo de los vivos, los muertos tenían acceso a la protección y al conocimiento que necesitarían para renacer en el inframundo.

### Tumbas
El diseño y la escala de las tumbas egipcias variaban de un periodo a otro, aunque su función seguía siendo la misma. Mientras que la mayoría de las tumbas se construyeron durante la vida de la persona a la que estaban destinadas, las tumbas egipcias se construyeron para albergar el cuerpo del muerto, pero también funcionaban para transmitir el alma al inframundo. La mayor parte de lo que se encontraba en una tumba dependía del estatus de la persona enterrada en ella. Sin embargo, para ayudar a los muertos, la mayoría de las tumbas se decoraban con textos de la vida después de la muerte con el fin de ayudar a guiar el alma del difunto a la vida del más allá, algo que era accesible para todos.

### Textos de la vida después de la muerte
A lo largo de los siglos, el pueblo egipcio decoró sus tumbas y sarcófagos con hechizos y textos religiosos con la esperanza de ayudar a los muertos en el más allá. A medida que la cultura egipcia desarrolló, estos textos también evolucionaron, volviéndose más complejos y extensos en su naturaleza.

#### Textos de las Pirámides

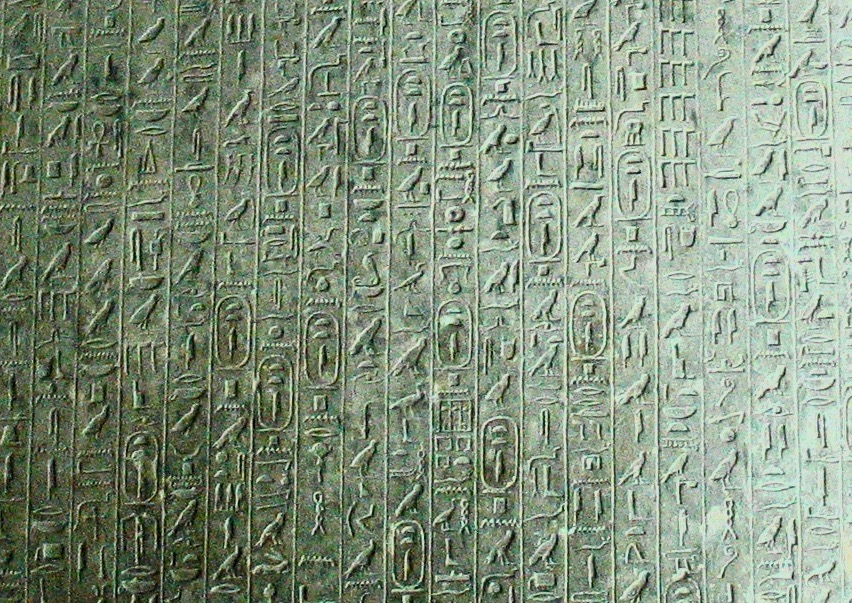
Textos de las Pirámides, inscritos en la cámara sepulcral de la Pirámide de Teti, en Saqqara.

Los Textos de las Pirámides fueron los primeros hechizos religiosos que se grabaron en las paredes de las pirámides reales del Antiguo Egipto.
A partir del período del Antiguo Reino, estos textos fueron utilizados exclusivamente por los faraones egipcios para decorar las paredes de sus tumbas. Sin embargo, las reinas egipcias y los altos funcionarios del gobierno pronto comenzaron a utilizar los Textos de las Pirámides en sus tumbas también. El propósito de estos textos era ayudar al faraón a completar con éxito su viaje a través del más allá, transmitiendo el conocimiento al difunto sobre los caminos que debía tomar y los peligros que podría enfrentarse en el camino.

#### Textos de los sarcófagos

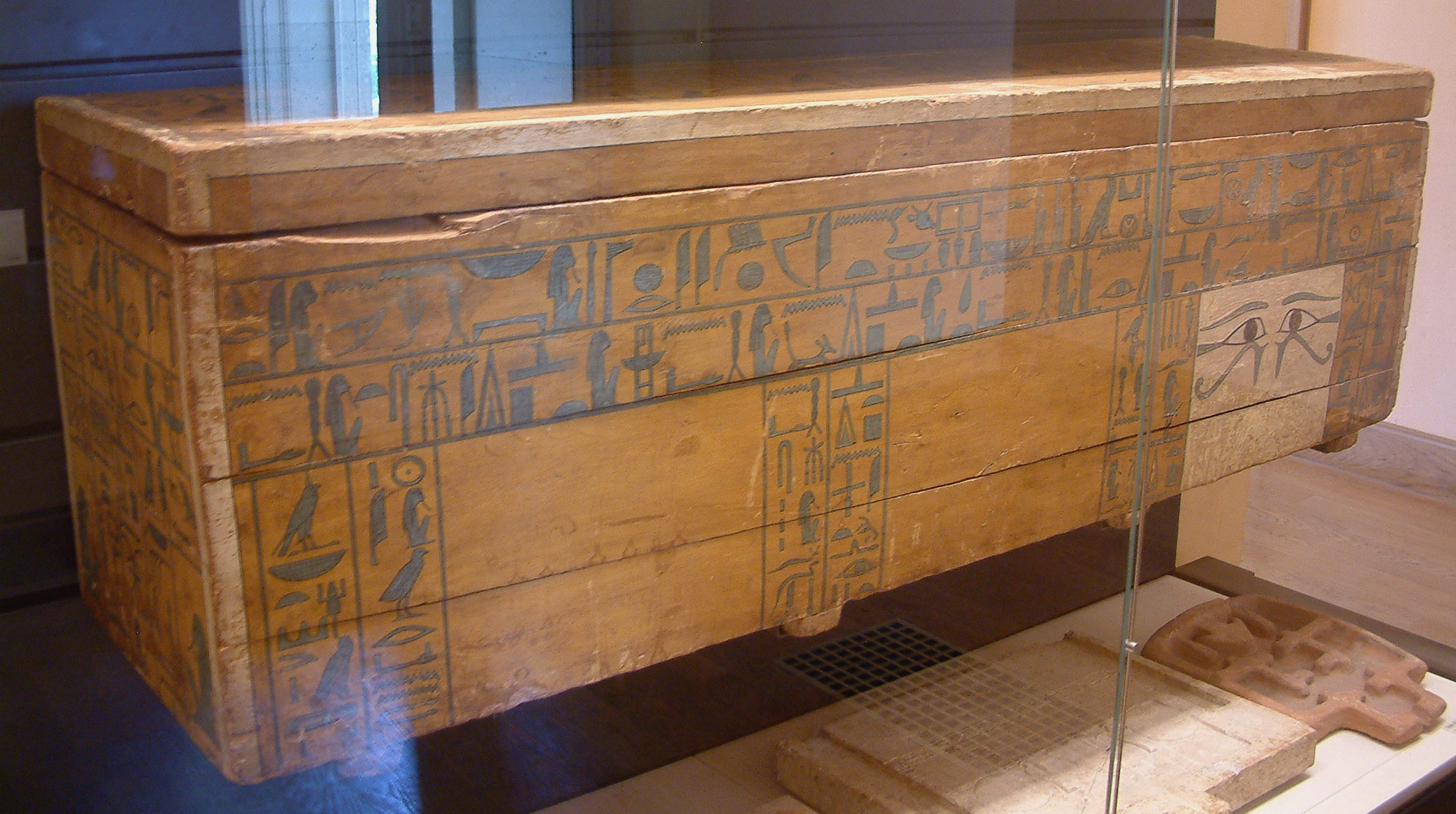
Sarcófago del canciller Najty (ca. 1950-1900;a.C.). Dinastía XII (Imperio Medio). Hallado en Asiut.

En el período del Imperio Medio los Textos de las Pirámides fueron reemplazados por los Textos de los sarcófagos, estos textos eran hechizos que se inscribían en los sarcófagos de los muertos. Su objetivo era proteger a los difuntos en la otra vida y proporcionarles la magia de transformación que necesitarían a lo largo de su viaje. Estos textos  eran generalmente más accesibles, proveyendo a la gente común de Egipto la oportunidad de alcanzar una vida después de la muerte apropiada. También es importante señalar que la colección de Textos de los sarcófagos conocida como Libro de los dos caminos funcionó como el primer manual para la vida después de la muerte.

#### Libro de los muertos
El Libro de los muertos era una extensa colección de hechizos que incluía material tanto de los Textos de las Pirámides como de los Textos de los sarcófagos. En el período del Imperio Nuevo, el papiro era normalmente el material en el que se escribía el Libro de los muertos. Sin embargo, también se podía encontrar en las paredes de las tumbas, en los ataúdes y en las envolturas de las momias. Al igual que los textos de los sarcófagos, los hechizos ilustrados en el Libro de los Muertos eran utilizados por todos. Estos hechizos ofrecían consejo, protección y conocimiento a los muertos mientras viajaban por el Duat.

### Libros del inframundo

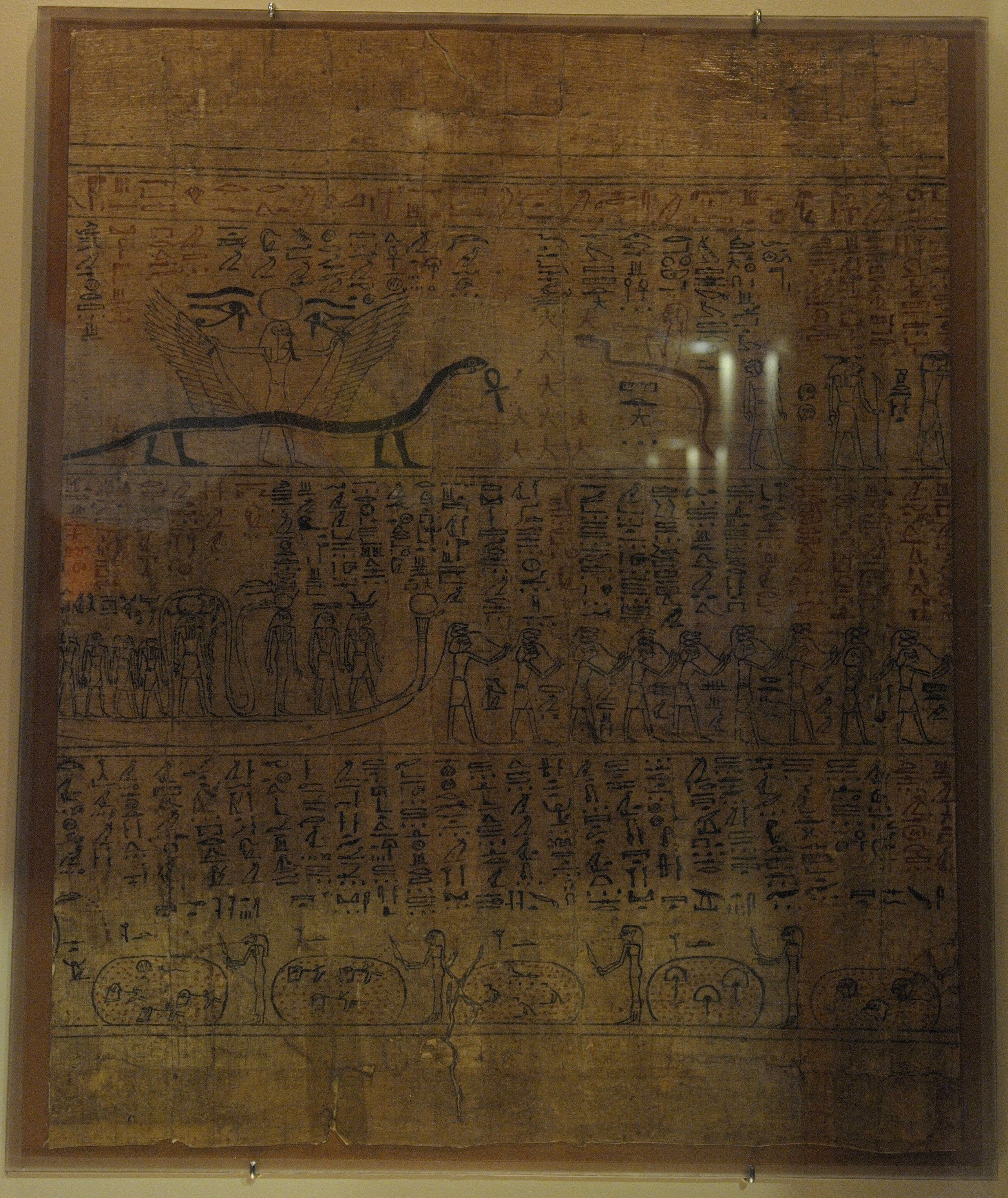
La undécima hora del Libro del Amduat.

Los Libros del inframundo contenían múltiples textos que ofrecían al difunto una descripción del «otro mundo» y servían como guía para ayudar a los muertos durante su viaje final. Dado que a menudo se veía al difunto replicando el ciclo de renacimiento de Ra mientras viajaban por la otra vida, estos textos se centraron principalmente en la segunda mitad del viaje del dios del sol, que lo llevó a través del mundo inferior por la noche. Los primeros Libros del Inframundo, que incluyen el Libro del Amduat y el Libro de las Puertas, dividieron sus narraciones en doce partes, simbolizando las doce horas que el dios sol pasó en el inframundo. Libros posteriores como el Libro de las Cavernas y el Libro de la Tierra utilizaron un enfoque más seccionado al presentar sus narraciones. Todos estos libros también contenían ilustraciones complejas del inframundo, que a menudo se podían ver grabadas en sarcófagos y paredes de las tumbas funerarias.

#### Libros del cielo
Los Libros del cielo consistían en tres textos del más allá titulados: el Libro de Nut, el Libro del Día y el Libro de la Noche. Grabados en el techo de las tumbas, estos textos enfatizaban el papel que la diosa Nut desempeñaba en el más allá egipcio.

### Sarcófagos

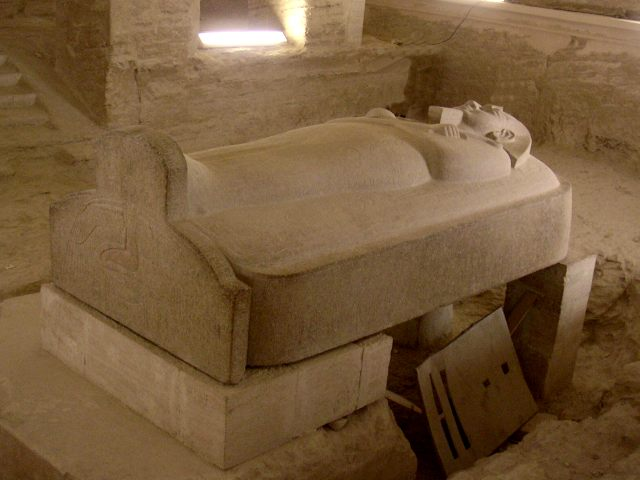
Sarcófago de piedra del faraón Merenptah.

Los sarcófagos en la cultura egipcia se remontan al  Antiguo Reino. En esta época, los ataúdes eran relativamente sencillos; eran de fabricación equilátera con pequeños detalles, que incluían tres aberturas, una por la que debía pasar el Ka y dos que representaban los ojos. Sin embargo, con el paso del tiempo los sarcófagos y sus estructuras evolucionaron. Durante el Nuevo Reino, los ataúdes no únicamente se habían vuelto más populares en la zona, sino que se distribuían para su venta. El cuerpo del difunto ahora era representado por el ataúd ya que tenía forma y estaba decorado con rasgos que se asemejaban al individuo que estaba dentro de él. También se representaba a menudo al difunto con ropa blanca, porque simbolizaba la pureza del alma después de haber pasado por el juicio, en la Sala de Maat. Además, la orientación del difunto era muy importante para los antiguos egipcios. En los primeros períodos, el cuerpo se acostaba de lado con la cabeza dirigida hacia el sur. Esto más tarde cambió  y con el cuerpo plano sobre su espalda, el norte se convirtió en una posición más favorable para que la cabeza de los difuntos reposar.

### Momificación

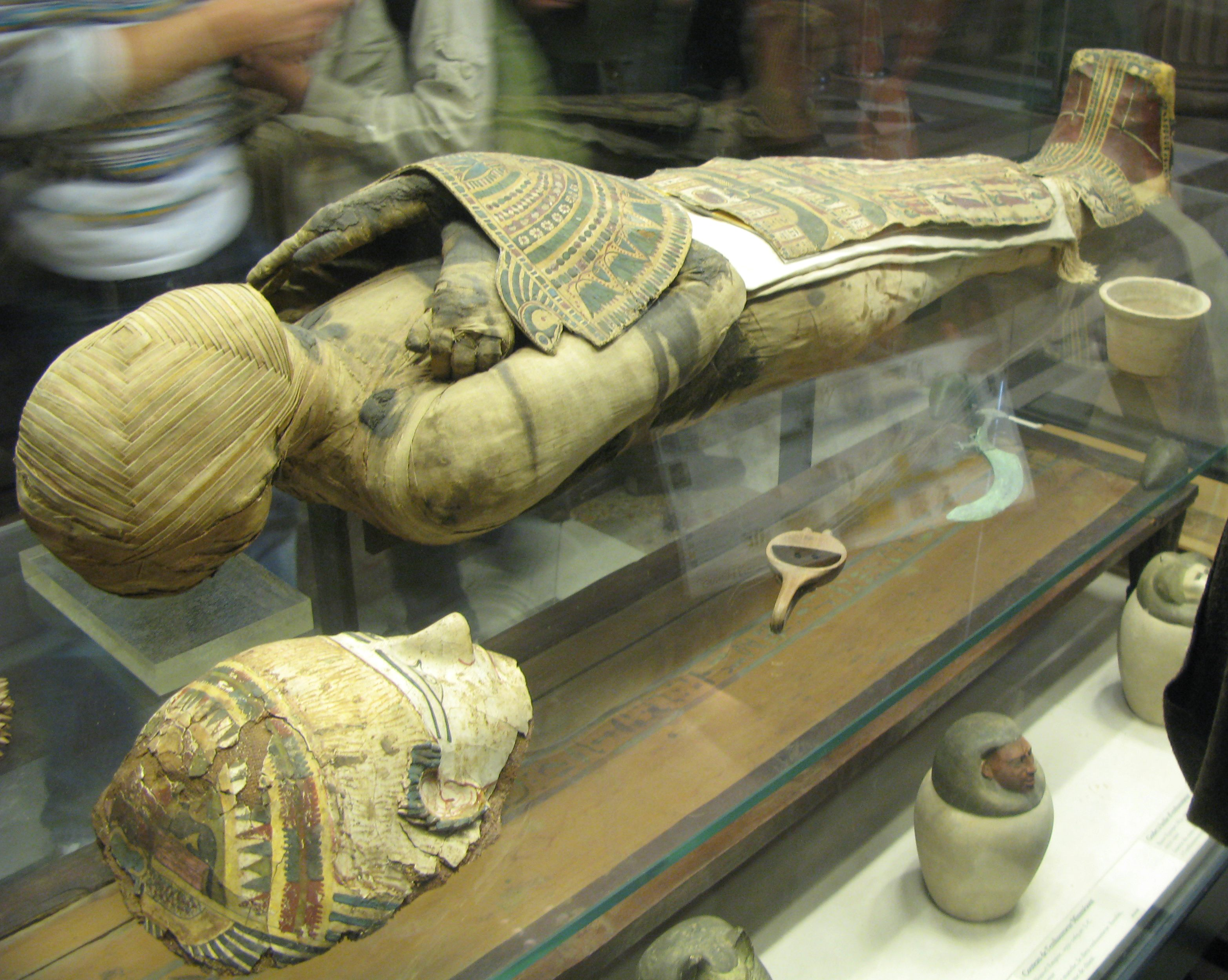
Momia egipcia.

La momificación fue una práctica que los antiguos egipcios adoptaron porque creían que el cuerpo necesitaba ser preservado para que renacieran en el más allá. Inicialmente, los egipcios pensaban que, como Ra, sus cuerpos físicos, despertarían después de completar su viaje a través del inframundo. Una vez que los egipcios se dieron cuenta de que los cuerpos de sus muertos eventualmente se descompondrían, comenzaron a ver los restos de los muertos como un vasallo para el espíritu del difunto. El cuerpo fue desmembrado y envuelto en vendas para salvaguardarlo, por si el alma decidiera regresar.

### Ofrendas funerarias
Para muchos egipcios la tumba era vista como un hogar para los muertos, por lo que era costumbre dejar las ofrendas cerca del cuerpo del difunto. Los egipcios creían que incluso después de la muerte su espíritu viviría porque su fuerza vital era una entidad separada que podía desprenderse del cuerpo. Esta fuerza vital se llamaba el Ka, y se consideraba una parte de lo que el egipcio creía que era el alma inmortal. El Ba era otra parte del alma que había aumentado su movilidad y habitaba dentro del Ka. Las ofrendas que se dejaban para los muertos incluían ropa y ornamentos valiosos. Sin embargo, la ofrenda más importante era la comida, porque aunque el Ka se separaba del cuerpo todavía podía morir de hambre.

## Viaje al más allá

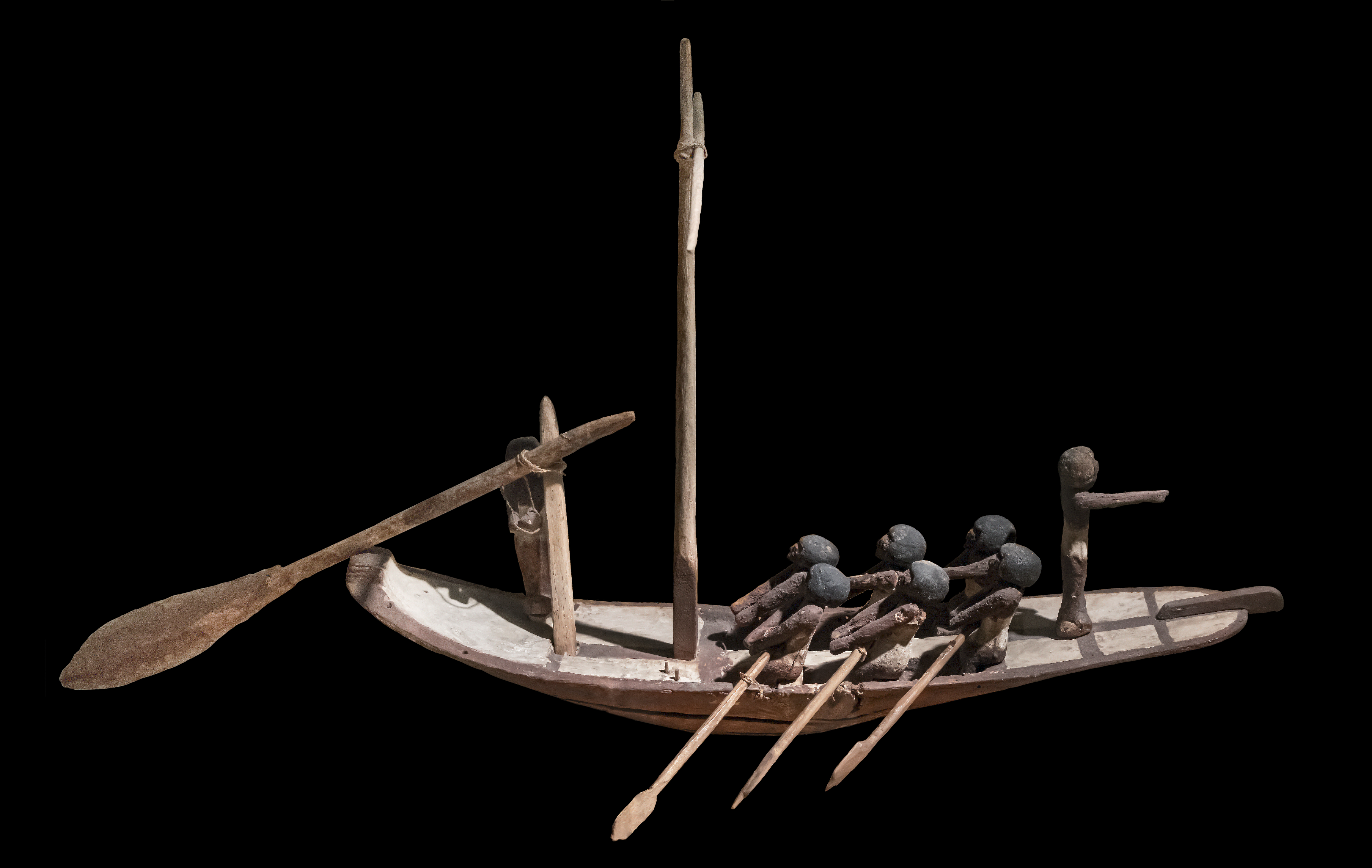
Un ejemplo de un modelo de barco.

Los antiguos egipcios teorizaron el paso al más allá en una serie de etapas. Se creía que la primera fase comprendía el vehículo de transporte, que eventualmente dirigiría sus almas difuntas hacia la inmortalidad. Los individuos estaban sujetos a una multitud de pasajes; pero la elección de la ruta no era suya, sino que dependía de su estado. El aspecto que influía más universalmente en la determinación del pasaje era la posición de cada uno entre sus líderes. A pesar de las diferencias entre los viajeros, las creencias relativas a la vida después de la muerte dependen astronómicamente de las ideologías religiosas. Por ejemplo, la gente temprana utilizó a menudo la religión para entender y para comprender, así como para relacionarse con acontecimientos naturales puesto que la ciencia todavía no había definido incidentes diarios. Para demostrarlo, no había ninguna justificación para la órbita del sol, por lo que los mitos religiosos redefinieron y respondieron a las preguntas de los pueblos prehistóricos. Sin embargo, como las incidencias naturales se explicaban por creencias religiosas, otros ámbitos del credo imitaban los patrones naturales de la vida. Por ejemplo, la ideología general asociada con el camino al inframundo se creía que, a medida que la noche ensombrecía la tierra, los difuntos comenzaban su viaje. Y con la salida del sol, no sólo se pensaba que había comenzado un nuevo día, sino también una nueva vida.
Los barcos de pasaje al inframundo estaban estrictamente reservados para los faraones que habían muerto. Se creía que el dios egipcio del sol, Ra, viajaba al inframundo en barco cuando el sol se ponía. Como una forma de imitar la expedición diaria del dios, los antiguos egipcios construían modelos de barcos, de muchos tamaños, que enterraban junto a sus faraones. Por ejemplo, junto a la Pirámide de Khufu, los investigadores descubrieron una embarcación del tamaño de los barcos tradicionales, que mostraba además de la extrema devoción que los egipcios tenían por su líder, sino también su dedicación para obtener la eternidad para todos. En otras palabras, una gran parte de los requisitos para que los fallecidos lleguen adecuadamente al más allá, descansaban en los vivos. Para que los faraones llegaran a su destino final, su pueblo tenía que construir una variedad de barcos para asegurar su partida. Como resultado, las comunidades tenían que unirse para apoyarse mutuamente, de lo contrario su perspectiva de inmortalidad, así como sus creencias terminarían indefinidamente. El compromiso de ayudar a otros a alcanzar la eternidad era un componente vital de la cultura egipcia, como lo demuestran las hermosas embarcaciones enterradas con sus gobernantes.
Además, un vehículo alternativo para la entrada al inframundo era el sarcófago. Mientras que los reyes a menudo usaban ataúdes además de, o en sustitución de la creencia en los barcos, los ciudadanos de a pie tenían menos opciones. Por lo tanto, este método era más universal y al mismo tiempo aludía a un camino de entrada diferente y más «frecuente». A modo de comparación, mientras que los pasajes en barco dirigían al difunto hacia el dios del sol, Ra, se pensaba que los sarcófagos guiaban a los individuos hacia la diosa del cielo, Nut. Cada sarcófago se atribuía de manera única a la persona que descansaba en él. En otras palabras, cada uno estaba sujeto a una variedad de interpretaciones, todas ellas con el fin de promover al difunto en la obtención de la eternidad.
Sin embargo, no a todos los que murieron se les presentó la oportunidad de viajar al inframundo. Dado que los vivos estaban obligados a asegurarse de que los fallecidos pudieran viajar al más allá, también tenían bajo su control eliminar la posibilidad de alcanzar la eternidad. Por lo tanto, los vivos tenían una serie de opciones que evitaban una segunda vida a un individuo indigno que había muerto. Las más famosas incluían la decapitación, que al ser ejecutada, «mataba a una persona dos veces». Como resultado, se asumió que la segunda muerte asociada con la decapitación también había aniquilado la posibilidad de otra vida. Como se señala en los textos egipcios, esta instancia era increíblemente temida, pero ocurría con mayor frecuencia a los que se rebelaban o desobedecían al rey.

## Juicio de los muertos

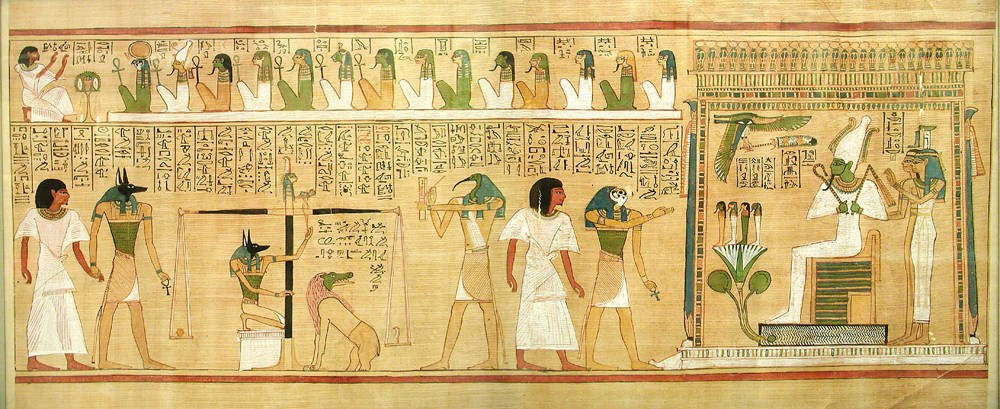
Juicio de los muertos.

Para los antiguos egipcios, el juicio de los muertos era el proceso que permitía a los dioses egipcios juzgar la dignidad de las almas de los difuntos. Profundamente arraigado en la creencia egipcia de la inmortalidad, el juicio era una de las partes más importantes del viaje a través del inframundo. Por ello, en los textos egipcios del más allá aparecen muchas variaciones de las escenas de juicio. Cada alma que entraba en la otra vida era tratada individualmente durante el juicio. Una vez que los difuntos terminaban su viaje a través del inframundo, llegaban al Salón de Maat. Aquí su pureza sería el factor determinante para que se les permitiera entrar en el Reino de Osiris.
La primera tarea del difunto era dirigirse correctamente a cada uno de los cuarenta y dos jueces, por su nombre, mientras recitaban los pecados que no habían cometido durante su vida. Este proceso permitió a los muertos demostrar que conocían el nombre de cada uno de los jueces o Ren y estableció que eran puros y libres de pecado. Después de confirmar que estaban libres de pecado, al difunto se le presentaba la balanza que se usaba para pesar su corazón contra la pluma de Maat, Anubis era el dios que a menudo se ha visto administrar esta prueba. Si el corazón del difunto se equilibraba con la pluma de Maat, Tot registraba el resultado y se lo presentaba a Osiris, quien los admitía en el Sekhet-Aaru. Sin embargo, si su corazón era más pesado que la pluma, debía ser devorado por la diosa Ammit, destruyendo permanentemente el alma del difunto.

## Renacer
Los egipcios tenían muchas maneras de asegurar su destino. Muchas de las acciones que el pueblo egipcio tomaba después de la muerte eran para influir en la decisión del dios de permitir otra vida. Por ejemplo, los eruditos han concluido que las mujeres del antiguo Egipto se vieron obligadas a redefinir su género abarcando rasgos más masculinos. Osiris, que era el gobernante supremo del inframundo, fue aplaudido por su increíble superioridad como resultado de su virilidad. Además, el tema general asociado con los dioses conectaba sus atributos masculinos a la resurrección, y las diosas eran mucho más vigilantes. Esta ideología fue conspirada de las doctrinas originales, que denotaban al creador general como un varón. Las estatuas y otras formas de exhibición hacían notar de manera significativa las cualidades masculinas de su creador, señalando más específicamente su pene erecto. Por lo tanto, para apaciguar las preferencias de su dios, las tumbas y ataúdes de las mujeres mostraban cualidades masculinas. Ejemplos de modificaciones masculinas incluían combinaciones de nombres, en las que las mujeres grababan «Osiris» antes de su propio nombre en sus cajas. Esto demostró la colaboración de las mujeres y un dios que era capaz de renacer, porque solo su sexo la restringía. Estas demostraciones de transformación de género son una de las muchas maneras en que la gente de hoy puede identificar la idea de renacer después de la muerte en las prácticas egipcias.
Después del juicio, se pensaba que las entidades regresaban al vientre de la Diosa Madre. Durante esta etapa, el alma se encuentra con su antiguo cuerpo que es restaurado. Para demostrarlo, en el Libro de los Muertos hay una serie de líneas que dicen lo siguiente: «Yo uní tus miembros, mantengo tus descargas juntas, rodeo tu carne, expulso los fluidos de tu descomposición, barro tu arco, enjuago tus lágrimas, curo todos tus miembros, estando cada uno unido al otro; te rodeo con el trabajo de la diosa tejedora, te completo y te formo como Re». La creencia continúa mientras el ser desnudo se acerca a la diosa y entra en su vientre como su hijo. A modo de comparación, este dogma está profundamente relacionado con el nacimiento del dios sol Ra, que entra en el vientre de la diosa todas las noches y renace al salir el sol. La relación de Ra con el más allá está muy conectada a través de los componentes religiosos que justifican la salida y la puesta del sol.
En última instancia, la inmortalidad deseada por los antiguos egipcios se reflejaba en vidas interminables. Al realizar acciones dignas en su vida actual, se les concedería una segunda vida para toda la eternidad.

## Sekhet-Aaru

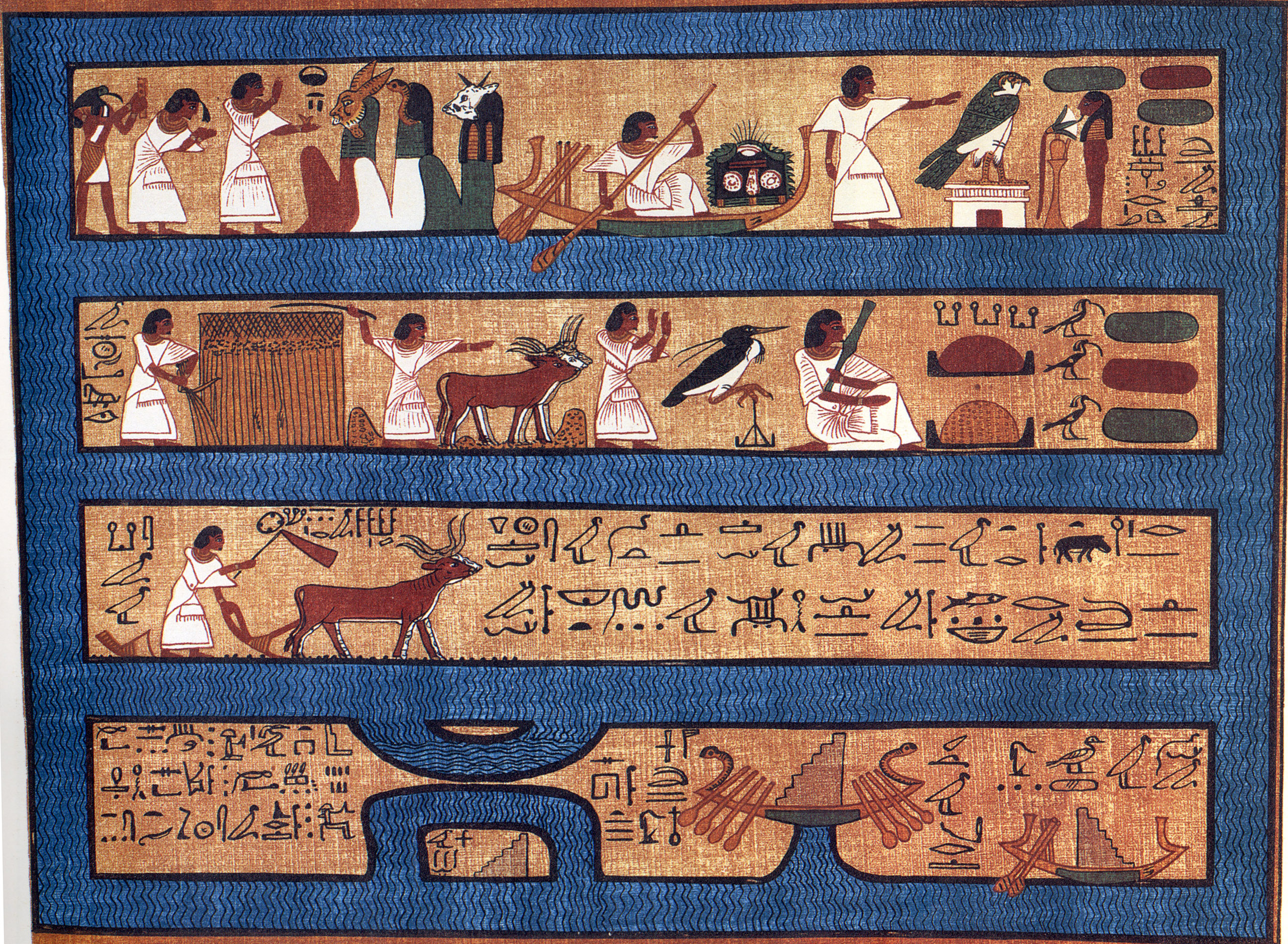
Representación del Aaru en el Libro de los Muertos. The Book of the Dead. E. A. Wallis Budge (1857-1937).

Sekhet-Aaru, o comúnmente reconocido como el «Campo de Cañas», era el destino final de todas las almas a las que se les había concedido el renacer. Esta ideología evolucionó en la Dinastía V de Egipto: Sekhet-Aaru se consideraba esencialmente un paraíso y abarcaba esta visualización. Para mayor elaboración, el Campo de Cañas se visualizaba como una región muy exuberante, llena de cascadas entre otras maravillas naturales. Las imágenes egipcias, como el Papiro de Nebseni, mostraban la tierra que se iba a dividir en numerosas secciones. Se imaginaba que cada división se asemejaba a las estructuras de las islas, en las que es necesario viajar en barco.
Aquellos a quienes se les concedió acceso al Campo de Cañas incluían tanto a dioses como a almas justas. La fertilidad de la tierra se enfatizó mucho ya que ésta poseía dos de las mayores recompensas para obtener la inmortalidad: el acceso al Nilo y la capacidad de cultivar alimentos. Como resultado, los difuntos comían y bebían los mismos manjares que sus dioses. A su vez, esto promovió la creencia de que al obtener la inmortalidad, los individuos también acumulaban aspectos que se asemejaban a los dioses. Además, un tercer honor notable de residir en Sekhet-Aaru era el medio de comunicación. Los difuntos eran capaces de transmitirse pensamientos unos a otros, a los dioses y a los que habían perdido anteriormente.